# Yannick Jadot
Yannick Jadot (født 27. juli 1967 i Clacy-et-Thierret i Aisne) er en grøn fransk politiker fra EELV. 
Han er medlem af EU–parlamentet, og han er kandidat til posten som Frankrigs præsident.

## Medlem af Europa–Parlamentet
I 2009 blev han valgt til Europa-Parlamentet for De Grønne i Vestfrankrig. Han blev genvalgt i den samme kreds i 2014, og i 2019 på en liste, der stillede op i hele Frankrig. 

## Præsidentkandidat i 2016 og i 2021–2022
Yannick Jadot blev opstillet som præsidentkandidat ved de grønne partiers primærvalg i 2016. Inden valget i 2017 trak han sig dog til fordel for Benoît Hamon, der var Socialisterne's præsidentkandidat. 
I 2021 blev han igen opstillet som præsidentkandidat ved de grønne partiers primærvalg. 
 Der er for få eller ingen kildehenvisninger i denne artikel, hvilket er et problem. Du kan hjælpe ved at angive troværdige kilder til de påstande, som fremføres i artiklen.